# ウェルシュ・ハイランド鉄道
ウェルシュ・ハイランド鉄道（英語: Welsh Highland Railway）はイギリスのウェールズに敷かれた保存鉄道。

## 歴史
1872年に建設を開始して、1923年にカーナーヴォンからポースマドッグまでが全通したものの、道路網の発達が原因で1937年に廃止され、その後、1961年に保存会が発足してポースマドッグ付近の1.2kmが修復され、1997年よりカーナーヴォン側から修復作業が開始され、順次延長して2011年にはフェスティニオグ鉄道と接続された。

## 運行
観光客向けの蒸気機関車が牽引する列車の運行だけでなく、地域輸送用にディーゼル機関車の牽引による列車も通年運行している。

## 文献
- 「都築雅人の煙情日記　〜21世紀を生きる蒸機たち〜 第29回 グレートブリテン及び北アイルランド連合王国」『とれいん』第428号、プレスアイゼンバーン、2010年8月号、70頁。